# Боджнурд
Боджну́рд (перс. بجنورد) — місто і столиця іранської провінції Північний Хорасан.
Населення міста — 181,6 тис. осіб (2005).
Побудоване біля давнього міста Сарван-Махалех.
Торговий, сільськогосподарський центр. Освітній центр.

## Клімат
Місто знаходиться у зоні, котра характеризується кліматом тропічних степів. Найтепліший місяць — липень із середньою температурою 25.1 °C (77.2 °F). Найхолодніший місяць — січень, із середньою температурою 1.4 °С (34.6 °F).
| Клімат Боджнурда        | Клімат Боджнурда | Клімат Боджнурда | Клімат Боджнурда | Клімат Боджнурда | Клімат Боджнурда | Клімат Боджнурда | Клімат Боджнурда | Клімат Боджнурда | Клімат Боджнурда | Клімат Боджнурда | Клімат Боджнурда | Клімат Боджнурда | Клімат Боджнурда |
| Показник                | Січ.             | Лют.             | Бер.             | Квіт.            | Трав.            | Черв.            | Лип.             | Серп.            | Вер.             | Жовт.            | Лист.            | Груд.            | Рік              |
| Середній максимум, °C   | 6,3              | 7,6              | 12,5             | 19,9             | 24,3             | 29,6             | 32,4             | 31,8             | 28,2             | 21,2             | 14,3             | 8,7              | 19,7             |
| Середня температура, °C | 1,4              | 2,4              | 6,8              | 13,3             | 17,5             | 22,4             | 25,1             | 24,2             | 20,4             | 13,9             | 8,3              | 3,7              | 13,3             |
| Середній мінімум, °C    | −3,4             | −2,8             | 1,1              | 6,7              | 10,7             | 15,1             | 17,8             | 16,6             | 12,5             | 6,7              | 2,4              | −1,3             | 6,8              |
| Норма опадів, мм        | 27.6             | 30.7             | 42.4             | 38.5             | 34.6             | 8.7              | 10.1             | 6                | 8.4              | 14.1             | 26.3             | 25               | 272.4            |
| Днів з опадами          | 11,1             | 11,5             | 12,8             | 10,6             | 9,6              | 3,6              | 2,6              | 2                | 2,4              | 5,6              | 8,3              | 10,1             | 90,2             |
| ----------------------- | ---------------- | ---------------- | ---------------- | ---------------- | ---------------- | ---------------- | ---------------- | ---------------- | ---------------- | ---------------- | ---------------- | ---------------- | ---------------- |
| Джерело: Weatherbase    |                  |                  |                  |                  |                  |                  |                  |                  |                  |                  |                  |                  |                  |